# Brugine
Brugine (velenceiül Brùzene) település Olaszországban, Veneto régióban, Padova megyében. Lakosainak száma 7160 fő (2023. január 1.). Brugine Bovolenta, Legnaro, Piove di Sacco, Polverara, Pontelongo és Sant’Angelo di Piove di Sacco községekkel határos.

## Népesség
A település népességének változása:
| Lakosok száma | 7058 | 7116 | 7160 |
|               | 2017 | 2018 | 2023 |